# 休斯海崖

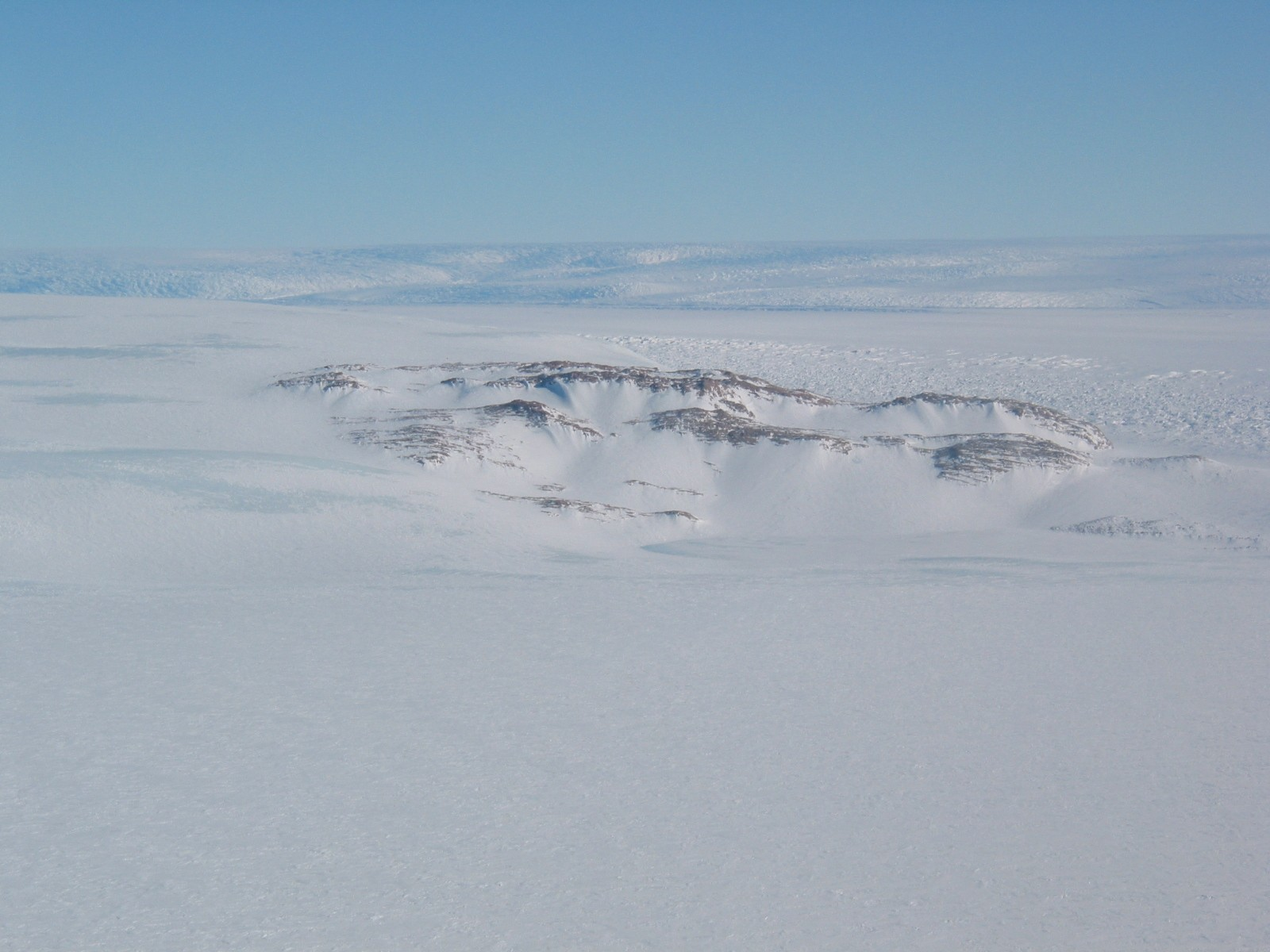

休斯海崖是南極洲的海崖，位於維多利亞地，海拔高度310米，處於雷諾斯角以西11公里，該海崖根據美國地質調查局的測量和美國海軍的空中照片被繪入地圖。